# Međuopćinska nogometna liga Karlovac – Kutina – Sisak 1974./75.
Međuopćinska nogometna liga (Međupodručna, Međuliga) Karlovac – Kutina – Sisak  za sezonu 1974./75. je bila liga petog stupnja nogometnog prvenstva Jugoslavije. 
 Sudjelovalo je 14 klubova, a prvak je bila "INA" iz Siska.

## Ljestvica
| mj. | klub                                  | ut. | pob. | ner. | por. | gol+ | gol- | bod |
| --- | ------------------------------------- | --- | ---- | ---- | ---- | ---- | ---- | --- |
| 1.  | INA Sisak                             | 26  | 16   | 5    | 5    | 83   | 28   | 37  |
| 2.  | Moslavina Kutina                      | 26  | 16   | 4    | 6    | 67   | 22   | 36  |
| 3.  | Partizan Bosanska Kostajnica          | 26  | 14   | 7    | 5    | 48   | 40   | 35  |
| 4.  | Jedinstvo Ogulin                      | 26  | 15   | 4    | 7    | 54   | 26   | 34  |
| 5.  | Vatrogasac Gornje Mekušje             | 26  | 15   | 2    | 9    | 67   | 42   | 32  |
| 6.  | Sloga (Novoselec – Križ)              | 26  | 14   | 4    | 8    | 60   | 43   | 42  |
| 7.  | Gavrilović Petrinja                   | 26  | 14   | 0    | 12   | 48   | 39   | 28  |
| 8.  | BSK Budaševo                          | 26  | 11   | 6    | 9    | 44   | 40   | 28  |
| 9.  | Borac (Novo Selo – Sisak)             | 26  | 10   | 4    | 12   | 44   | 57   | 24  |
| 10. | Galdovo Sisak                         | 26  | 9    | 4    | 13   | 44   | 43   | 22  |
| 11. | Ivan Lola Ribar (Mostanje – Karlovac) | 26  | 8    | 6    | 12   | 36   | 45   | 22  |
| 12. | Jaska Jastrebarsko                    | 26  | 10   | 1    | 15   | 47   | 51   | 21  |
| 13. | Željezničar Sunja                     | 26  | 3    | 3    | 20   | 24   | 99   | 9   |
| 14. | Hajduk Pakrac                         | 26  | 2    | 0    | 24   | 13   | 104  | 4   |

- Gornje Mekušje – danas dio Karlovca
- "Partizan" iz Bosanske Kostajnice – klub iz Bosne i Hercegovine

## Rezultatska križaljka
| kratica | klub                                  | BOR | BSK | GAL | GAV | HAJ | INA | IVLRM | JAS | JED | MOS | PAR | SLO | VAT | ŽELJ |
| --- | ------------------------------------- | --- | --- | --- | --- | --- | --- | ----- | --- | --- | --- | --- | --- | --- | ---- |
| BOR | Borac (Novo Selo – Sisak)             |     |     |     |     |     |     |       | 1:0 |     |     |     |     |     |      |
| BSK | BSK Budaševo                          |     |     |     |     |     |     |       |     |     |     |     |     |     |      |
| GAL | Galdovo Sisak                         |     |     |     |     |     |     |       |     |     |     |     |     |     |      |
| GAV | Gavrilović Petrinja                   |     |     |     |     |     |     |       |     |     |     |     |     |     |      |
| HAJ | Hajduk Pakrac                         |     |     |     |     |     |     |       |     |     |     |     |     |     |      |
| INA | INA Sisak                             |     |     |     |     |     |     |       |     |     |     |     |     |     |      |
| IVLRM | Ivan Lola Ribar (Mostanje – Karlovac) |     |     |     |     |     |     |       |     |     |     |     |     |     |      |
| JAS | Jaska Jastrebarsko                    |     |     |     |     |     |     |       |     |     |     |     |     |     |      |
| JED | Jedinstvo Ogulin                      |     |     |     |     |     |     |       |     |     |     |     |     |     |      |
| MOS | Moslavina Kutina                      |     |     |     |     |     |     |       |     |     |     |     |     |     |      |
| PAR | Partizan Bosanska Kostajnica          |     |     |     |     |     |     |       |     |     |     |     |     |     |      |
| SLO | Sloga (Novoselec – Križ)              |     |     |     |     |     |     |       |     |     |     |     |     |     |      |
| VAT | Vatrogasac Gornje Mekušje             |     |     |     |     |     |     |       |     |     |     |     |     |     |      |
| ŽELJ | Željezničar Sunja                     |     |     |     |     |     |     |       |     |     |     |     |     |     |      |
| |                                       |     |     |     |     |     |     |       |     |     |     |     |     |     |      |
| podebljan rezultat - utakmice od 1. do 13. kola (1. utakmica između klubova) rezultat normalne debljine - utakmice od 14. do 26. kola (2. utakmica između klubova) rezultat nakošen - nije vidljiv redoslijed odigravanja međusobnih utakmica iz dostupnih izvora rezultat smanjen * - iz dostupnih izvora nije uočljiv domaćin susreta prekrižen rezultat - poništena ili brisana utakmica p - utakmica prekinuta 3:0 p.f. / 0:3 p.f. - rezultat 3:0 bez borbe |                                       |     |     |     |     |     |     |       |     |     |     |     |     |     |      |

 Izvori: 

## Unutarnje poveznice
- Zagrebačka zona 1974./75.